# Child's Play 3
Child's Play 3 (titulada: Chucky: el muñeco diabólico 3 en Hispanoamérica y Muñeco diabólico 3 en España) es una película de terror dirigida por Jack Bender y escrita por Don Mancini, siendo la tercera entrega de la franquicia de Child's Play. La película está protagonizada por Justin Whalin, Perrey Reeves y Jeremy Sylvers, con Brad Dourif repitiendo su papel de las películas anteriores. Aunque solo se estrenó nueve meses después de la anterior entrega, la historia tiene lugar ocho años después de los acontecimientos de Child's Play 2. David Kirschner, quien produjo las dos primeras películas de Child's Play, también volvió como productor ejecutivo. 
La historia sigue a un adolescente Andy Barclay intentando olvidar su traumante pasado al ser internado en una escuela militar privada al mismo tiempo que Chucky es resucitado por segunda vez, desencadenando violentas muertes alrededor de la escuela. 
Child's Play 3 fue estrenada el 30 de agosto de 1991 En Estados Unidos y el 27 de febrero de 1992 en América Latina , recibiendo críticas negativas y recaudando $20 millones contra su presupuesto de $13 millones. La película sufrió una polémica el Reino Unido cuando se sugirió que podría haber inspirado los asesinatos en vida real del niño británico James Bulger y la adolescente Suzanne Capper, sugerencias rechazadas por los oficiales que investigaban ambos casos.
La cuarta entrega de la serie y secuela, La Novia de Chucky, fue estrenada siete años después en 1998.

## Argumento
Ocho años después de los eventos de Child's Play 2, la compañía PlayPals se ha recuperado de la mala publicidad obtenida por la oleada de asesinatos de Chucky, reanudando la fabricación de los muñecos "Good Guys". La compañía re-inaugura la fábrica abandonada (donde aún permanece el cuerpo mutilado de Chucky) y comienza a lanzar una nueva línea de muñecos. Sin embargo, en el proceso, los trabajadores accidentalmente mezclan la sangre de Chucky en un recipiente de plástico. Dado que el alma de Charles Lee Ray todavía habita en sus restos, la mezcla del plástico y su sangre maldita hace que el diabólico muñeco reviva.
Sin darse cuenta, Chucky es entregado al director ejecutivo de la compañía PlayPals, el señor Sullivan, a quien asesina con una variedad de juguetes. Luego, utiliza su computadora para localizar a Andy Barclay, que ya tiene dieciséis años y, aún preocupado por sus anteriores encuentros con Chucky, fue enviado a la academia militar Kent después de no haber sido acogido en varios centros de adopción. El comandante de la escuela, el coronel Cochrane, inscribe a regañadientes a Andy, pero le aconseja que olvide sus "fantasías" sobre el muñeco. Pronto, Andy hace amistad con los cadetes Harold Whitehurst, Ronald Tyler y Kristen DeSilva, por quien desarrolla sentimientos románticos; pero también conoce al teniente coronel Brett C. Shelton, quien Brett habitualmente maltrata a los cadetes.
Poco después de la llegada de Andy, se le pide a Tyler que le entregue un paquete en su habitación, el niño se da cuenta de que contiene un muñeco "Good Guys" (Niño Bueno). Emocionado, Tyler (que siempre ha tenido deseos de tener un muñeco Good Guys) lo lleva al sótano para abrirlo, solo para que Chucky salga de su interior. Recordando que puede poseer a la primera persona que descubra su verdadera naturaleza y teniendo un cuerpo nuevo, Chucky le cuenta su secreto a Tyler, pero cuando está a punto de poseerlo, el coronel Cochrane lo interrumpe y se lleva al muñeco, arrojándolo a un camión de basura, pero Chucky escapa de su interior, atrayendo al conductor al compactador del camión y aplastándolo.
Esa misma noche, Chucky ataca a Andy y le cuenta sus planes para apoderarse del alma de Tyler. Antes de que Andy pueda atacarlo, Shelton aparece y le quita el muñeco. Andy intenta recuperarlo y se escabulle en la habitación de Shelton, pero es atrapado en el acto. Dándose cuenta de que el muñeco ha desaparecido, Shelton sospecha que fue robado y obliga a todos los cadetes a hacer ejercicios en el patio como castigo. Sin éxito, Andy intenta advertirle a Tyler sobre Chucky; en un momento dado, Chucky engaña a Tyler para jugar a las escondidas en la oficina del coronel Cochrane, donde intenta poseerlo nuevamente. Sin embargo, son interrumpidos por Kristen y, momentos después, por el mismo Cochrane.
Cuando los cadetes se van, Cochrane es repentinamente confrontado por Chucky con un cuchillo en la mano. Como resultado, Cochrane sufre un ataque cardíaco fatal. Más tarde, Chucky asesina al sargento Botnick, el barbero de la escuela, cortándole la garganta con una navaja de afeitar. A pesar de la muerte del coronel Cochrane, se declara que los juegos de guerra anuales de la escuela se realizarán según lo planeado, con Andy y Shelton en el mismo equipo. Sin embargo, Chucky reemplaza las balas de pintura de las armas con municiones reales. Cuando comienzan los juegos, Tyler comienza a ser acosado por Chucky, a quien apuñala con un cuchillo y huye, tratando de encontrar a Andy. Luego, Chucky ataca a Kristen y la toma de rehén, intentando atraer a los equipos para obligar a Andy a entregar a Tyler a cambio de la vida de Kristen.
De repente, los equipos descienden sobre el área y se disparan inconscientemente entre ellos, matando a Shelton y a varios cadetes durante el fuego cruzado. En medio del caos, Tyler huye al bosque y, antes de perseguirlo, Chucky lanza una granada a los cadetes. Reconociendo el peligro, Whitehurst valientemente salta sobre la granada y se sacrifica para salvar a los demás. Sin tiempo para llorar por la muerte de su amigo, Andy y Kristen comienzan a perseguir a Chucky.
Finalmente, la persecución lleva al grupo a un parque de diversiones cercano. Tyler intenta pedirle ayuda a un guardia de seguridad, pero Chucky lo asesina fuera de pantalla y secuestra a Tyler, ingresándolo a una atracción de terror que estaba a unos metros para matarlo. En la casa del terror, Chucky hiere a Kristen al dispararle en la pierna, dejando a Andy para enfrentarse en solitario con el muñeco. Un muñeco mecánico dentro de la atracción le rebana la cara a Chucky con una hoz. Cuando Tyler es inadvertidamente noqueado y estuvo a punto de caerse, Chucky aprovecha la oportunidad para poseerlo antes de matarlo, pero Andy interviene y le dispara repetidas veces. Enfurecido, Chucky intenta estrangularlo, pero Andy utiliza el cuchillo de Tyler para cortar la mano izquierda de Chucky, dejándolo caer en un ventilador gigante que lo destruye en pedazos y matándolo. Posteriormente, Andy es arrestado por la policía para ser interrogado mientras que Kristen y Tyler son llevados a un hospital cercano a medida que se alejan de la escena.

## Cast
- Brad Dourif como Charles Lee Ray.
- Justin Whalin como Andy Barclay.
- Perrey Reeves como Kristen DeSilva.
- Jeremy Sylvers como Ronald Tyler.
- Dean Jacobson como Harold Whitehurst.
- Travis Fine como el teniente coronel Brett C. Shelton
- Dakin Matthews como el coronel Cochrane.
- Andrew Robinson como el sargento Botnick.
- Peter Haskell como el señor Sullivan.
- Burke Byrnes como el sargento Clark.
- Matthew Walker como el mayor Ellis.
- Donna Eskra como Jacqueline Ivers.

## Actores de doblaje para Hispanoamérica
- Enrique Mederos ✝︎ es Charles Lee Ray
- Víctor Ugarte es Andy Barclay
- Elena Ramírez es Kristen DeSilva
- Cecilia Airol es Ronald Tyler
- Allan Stremper es Harold Whitehurst
- Daniel Abundis es el teniente coronel Brett C. Shelton
- Carlos Águila es el Coronel Cochrane
- Alan Miró es el Sargento Botnick
- José Maria Negri es el señor Sullivan
- Ángel Casarín es el Sargento Clark
- Gustavo López es el mayor Ellis
- Queta Calderón es Jacqueline Ivers

## Producción
Child's Play 3 fue puesto en producción inmediatamente después del éxito de su antecesora. La película fue estrenada nueve meses después de la segunda entrega, lo que le causó presión a Don Mancini para redactar una historia en un calendario tan apretado. Inicialmente, él quería introducir el concepto de "múltiples Chuckys" en la película, pero debido a restricciones presupuestarias, la idea finalmente fue descartada. Más tarde, Mancini usó este concepto para la séptima entrega, Cult of Chucky y en la serie de televisión de 2021, Chucky.

## Lanzamiento
Child's Play 3 fue estrenada el 30 de agosto de 1991, recaudando $5.7 millones durante el fin de semana del cuarto día del Labor Day, que Los Ángeles Times denominó "números lentos", terminando segundo puesto en la taquilla detrás de Dead Again. La película recaudó $15 millones en los Estados Unidos, con un total de $20.5 millones a nivel mundial.

### Medios caseros
Child's Play 3 fue lanzado originalmente a vídeo casero en Norteamérica el 12 de marzo de 1992. Más tarde, la película fue lanzada en DVD en 2003. La película también fue lanzada en múltiples colecciones, tales como:
- The Chucky Collection (junto a Child's Play, Child's Play 2 y Bride of Chucky), lanzado el 7 de octubre de 2003.[9]
- Chucky - The Killer DVD Collection (junto a Child's Play, Child's Play 2, Bride of Chucky y Seed of Chucky), lanzado el 19 de septiembre de 2006.[10]
- Chucky: The Complete Collection (junto con Child's Play, Child's Play 2, Bride of Chucky, Seed of Chucky y Curse of Chucky), lanzado el 8 de octubre de 2013.[11]
- Chucky: Complete 7-Movie Collection (junto con Child's Play, Child's Play 2, Bride of Chucky, Seed of Chucky, Curse of Chucky y Cult of Chucky), lanzado el 3 de octubre de 2017.

### Novela
Una novela relacionada con la película fue escrita poco después por Matthew J. Costello. Al igual que la novelización de Child's Play 2, esta novela tenía algunas partes creadas por el autor. A diferencia de la película, el inicio muestra a una rata buscando comida en la fábrica de "Good Guys" abandonada, masticando los restos de Chucky. Luego, la sangre sale de sus restos y se filtra en otro muñeco. En el libro, la muerte de Chucky también es diferente: Andy le dispara en el pecho, causando que su cuerpo caiga al suelo y se observa cómo su cabeza se rompe en sangre, metal y plástico.

## Recepción

### Crítica
Chris Hicks de Deseret News, calificó la película de "perversa" y criticó su argumento. Caryn James de The New York Times dijo que Chucky es "un logro tecnológico impresionante", pero dijo que la película "extraña la nitidez y humor negro" de la película original. Variety la llamó una "secuela ruidosa y sin sentido" con buena actuación. Richard Harrington de The Washington Post escribió: "El mismo Chucky es una delicia animatrónico, pero uno sospecha que las energías y el presupuesto de la película se han dedicado a lo que, esencialmente, es un pony haciendo un truco". Stephen Wigle de The Baltimore Sun la llamó "diversión para cualquier fanático del género slasher".
El creador de la serie, Don Mancini, dijo que esta era su entrega menos favorita en la serie, y agregó que se quedó sin ideas después de la segunda película, indicando en 2013 que no estaba satisfecho con el casting, en particular con Jeremy Sylvers y Dakin Matthews como Tyler y el coronel Cochrane, respectivamente; él sintió que el primero era demasiado joven para el papel y el segundo no era el arquetipo de R. Lee Ermey que esperaba.
En Rotten Tomatoes, la película tiene una calificación aprobatoria del 23% basada en 13 comentarios, con una calificación promedio de 3.9 sobre 10. En Metacritic, la película tiene una puntuación de 27 sobre 100, basada en 13 comentarios, indicando "críticas generalmente desfavorables". Audiencias encuestadas por CinemaScore le dieron a la película una calificación promedio de "B-" en una escala de A+ a F.

### Premios
| Premio                   | Categoría                                     | Ganador/Nominado | Resultado |
| ------------------------ | --------------------------------------------- | ---------------- | --------- |
| Premios Saturn           | Mejor película de terror                      | Child's Play 3   | Nominada  |
| Premios Saturn           | Mejor interpretación de un actor/actriz joven | Justin Whalin    | Nominada  |
| Fangoria Chainsaw Awards | Mejor actor de reparto                        | Andrew Robinson  | Nominada  |

## Controversias
La película tuvo cierta controversia porque se la vinculó indirectamente con el brutal asesinato de James Bulger en el Reino Unido. Se dice que los asesinos, que tenían diez años en ese momento, imitaban una escena en la que una de las víctimas de Chucky es salpicada con pintura azul. Aunque estas acusaciones contra la película nunca han sido probadas, el caso ha dado lugar a una nueva legislación para las películas. El psicólogo Guy Cumberbatch declaró: "El vínculo con la película fue que el padre de uno de los niños, Jon Venables, había alquilado Child's Play 3 unos meses antes". Sin embargo, el oficial de policía que dirigió la investigación, Albert Kirby, descubrió que el niño no estaba viviendo con su padre en ese momento y era poco probable que hubiera visto la película. Además, al niño no le gustaban las películas de terror, un punto confirmado posteriormente por informes psiquiátricos. Así, la investigación policial, que había buscando específicamente un enlace con la película, concluyó que no había ninguno.